# Мін Цзі
Мін Цзі (спрощ.: 明基; піньїнь: Ming Ji; 24 січня 1926, Хубей — 15 червня 2012, Тайбей) — китайський мовознавець, перекладач, педагог, режисер. Почесний доктор Київського університету (1993), Європейського університету фінансів, інформаційних систем, менеджменту і бізнесу (1999). Професор (1983).

## Біографія
Мін Цзі народився 24 січня 1926 року в провінції Хубей, Республіка Китай (нині є підконтрольною КНР). Навчався в Сичуанському університеті (КНР), закінчив університет іноземних мов (Тайвань). 

### Кар'єра
Працював в установі при ЦК Гоміндану. Працював у сфері кінематографа Тайваню. Працював у 1973 році в Тайбейському університеті китайської культури, від 1983 року — професором, а в період з 1988 по 1998 роки — деканом факультету слов'янських мов і літератури.

### Зв'язки з Україною
Став директором однойменного інституту, де 1993 року започаткував вивчення і викладання української мови, налагодив обмін студентами з Київським університетом і продовження їхнього навчання в українській та китайській магістратурі. Переклав Конституцію України китайською мовою 1997 року. Виступив з доповіддю «Відносини України з країнами Азії» на міжнародній конференції «Про перспективи розвитку української державності» у Київському університеті.

### Смерть
Мін Цзі помер 15 червня 2012 року в місті Тайбей, Республіка Китай.